# Красный Кут (Курская область)
Кра́сный Кут — хутор в Медвенском районе Курской области России. Входит в состав Паникинского сельсовета.

## География
Хутор находится на юге центральной части Курской области, в пределах Среднерусской возвышенности, в лесостепной зоне, на правом берегу ручья Медвенский Колодезь, вблизи места впадения его в реку Полная, на расстоянии примерно 6 км (по прямой) к востоку от Медвенки, административного центра района. Абсолютная высота — 199 м над уровнем моря.

### Климат
Климат характеризуется как умеренно континентальный, с тёплым летом и умеренно холодной зимой. Среднегодовая температура воздуха — 5,5 °C. Абсолютный минимум температуры воздуха самого холодного месяца (января) составляет −37 °C; абсолютный максимум самого тёплого месяца (июля) — 35 °C. Безморозный период длится около 151 дня в году. Среднегодовое количество атмосферных осадков составляет 587 мм, из которых большая часть выпадает в тёплый период.

### Часовой пояс
Хутор Красный Кут, как и вся Курская область, находится в часовой зоне МСК (московское время). Смещение применяемого времени относительно UTC составляет +3:00.

## Население
| 2002 | 2010 |
| ---- | ---- |
| 5    | ↗16  |

### Половой состав
По данным Всероссийской переписи населения 2010 года в половой структуре населения мужчины составляли 43,8 %, женщины — соответственно 56,2 %.

### Национальный состав
Согласно результатам переписи 2002 года, в национальной структуре населения русские составляли 100 %.

## Инфраструктура
Личное подсобное хозяйство. В хуторе 15 домов.

## Транспорт
Красный Кут находится в 6,5 км от автодороги федерального значения М2 «Крым» (часть европейского маршрута E 105), в 9 км от автодороги межмуниципального значения 38Н-236 (М-2 «Крым» — Полевая), в 1,5 км от автодороги 38Н-237 (М-2 «Крым» — Полный — 38Н-236), в 1 км от автодороги 38Н-239 (38Н-237 — Буды), в 28,5 км от ближайшей ж/д станции Рышково (линия Льгов I — Курск).
В 87 км от аэропорта имени В. Г. Шухова (недалеко от Белгорода).

## Известные уроженцы
- Бочаров, Павел Петрович (1943—2006) — советский и российский учёный. Доктор технических наук, профессор.